# Eukoenenia singhi
Espèce
Eukoenenia singhi est une espèce de palpigrades de la famille des Eukoeneniidae.

## Distribution
Cette espèce est endémique d'Uttar Pradesh en Inde. Elle se rencontre vers Varanasi.

## Description
La femelle holotype mesure 0,90 mm.

## Étymologie
Cette espèce est nommée en l'honneur de Janardan Singh.

## Publication originale
- Condé, 1989 : Palpigrades (Arachnida) endogés de l'Inde et de Sumatra. Revue Suisse de Zoologie, vol. 96, no 2, p. 411-424 (texte original).